# Szuani!
Szuani! (fr. Chouans!) – francuski dramat historyczny z 1988 roku w reżyserii Philippe’a de Broki. Adaptacja powieści Honoré de Balzaca.

## Fabuła
Akcja filmu toczy się w roku 1793 podczas powstań bretońskich chłopów – szuanów, którzy wystąpili zbrojnie przeciw rewolucyjnemu terrorowi, w obronie wiary i monarchii. Głównymi bohaterami są stary książę de Kefadec oraz jego syn Aurele. Obaj opowiadają się przeciw rewolucji i przyłaczają się  do walczących chłopów. Z kolei przybrany syn księcia - Tarquin jest zwolennikiem nowej władzy i z całą bezwzględnością wciela jej postanowienia w życie. Zarówno Aurele i Tarquin, kochają swoją przybraną siostrę Celine.

## Obsada
- Philippe Noiret – książę Savinien de Kerfadec
- Sophie Marceau – Céline
- Lambert Wilson – Tarquin
- Stéphane Freiss – Aurèle de Kerfadec
- Jean-Pierre Cassel – baron de Tiffauges
- Charlotte de Turckheim – Olympe de Saint-Gildas
- Roger Dumas – Bouchard
- Jacques Jouanneau – Blaise
- Isabelle Gélinas – Viviane

## Produkcja
Zdjęcia kręcono w następujących lokacjach:
- departament Côtes-d’Armor (fort la Latte, plaża, Saint-Cast-le-Guildo);
- departament Dolina Oise (opactwo w Royaumont);
- departament Finistère (Locronan);
- departament Morbihan (wyspa Belle-Île, twierdza Largoët, Baden, Port Saint-Goustan w Auray, zamek w Quistinic)[1][2].